# Edu Aguilar
Eduardo Aguilar Estrada  (Puente Genil, provincia de Córdoba, 6 de diciembre de 1976), es un jugador de hockey sobre hierba español. Disputó los Juegos Olímpicos de  Atenas 2004 con España, obteniendo un cuarto puesto.  

## Participaciones en Juegos Olímpicos
- Atenas 2004, puesto 4.